# دكتور فينك
دكتور فينك (بالإنجليزية: Doctor Fink)‏ هو موسيقي ومنتج أسطوانات وكاتب أغاني أمريكي، ولد في 8 فبراير 1957 في منيابولس في الولايات المتحدة.

## وصلات خارجية
- الموقع الرسمي
- دكتور فينك على موقع IMDb (الإنجليزية)
- دكتور فينك على موقع ميوزك برينز (الإنجليزية)
- دكتور فينك على موقع أول ميوزيك (الإنجليزية)
- دكتور فينك على موقع ديسكوغز (الإنجليزية)
- دكتور فينك على موقع ديسكوغز (الإنجليزية)
- دكتور فينك على موقع قاعدة بيانات الفيلم (الإنجليزية)